# سوبر كلاسيكو (الودية)
هي بطولة كرة قدم ودية دولية رباعية بإشراف واستضافة السعودية ، ويتنافس فيها منتخب السعودية مع منتخب العراق و الأرجنتين و البرازيل في مباريات ودية بملعب الأمير فيصل بن فهد و ملعب جامعة الملك سعود بالرياض، و ملعب الملك عبدالله في جدة، كان المخطط له أن يكون منتخب مصر هو المنافس العربي مع منتخب السعودية، ولكن بعد اعتذار منتخب مصر، دُعِي منتخب العراق للاشتراك بدلاً منه وتردّدَ في المشاركة لالتزامه بمباريات أخرى، ثم أعلن ترحيبه بالمشاركة، وقد أدرج الاتحاد الدولي لكرة القدم رسمياً كل مباريات هذه البطولة في أجندته لشهر أكتوبر عام 2018.
| فريق(1)  | فريق(2)   | النتيجة                  | الملعب                  | التاريخ        |
| -------- | --------- | ------------------------ | ----------------------- | -------------- |
| العراق   | الأرجنتين | 4-0 (لصالح الأرجنتين)    | ملعب الأمير فيصل بن فهد | 11 أكتوبر2018م |
| السعودية | البرازيل  | 2-0 (لصالح البرازيل)     | استاد جامعة الملك سعود  | 12 أكتوبر2018م |
| السعودية | العراق    | 1-1 (تعادل كلا الفريقين) | استاد جامعة الملك سعود  | 15 أكتوبر2018م |
| البرازيل | الأرجنتين | 0-1 (لصالح البرازيل)     | ملعب الملك عبدالله      | 16 أكتوبر2018م |

## حوادث مصادِفة
- وفاة والدة اللاعب بشار رسن أثناء مباراة منتخبه مع الأرجنتين.